# Adobe Express
Adobe Express, abans conegut com a Adobe Spark, és una eina de disseny gràfic desenvolupada per Adobe Inc.

## Història
Adobe Express es va llançar el 2015 com a Adobe Post, una aplicació per a iOS. El 2016, Adobe Spark va substituir Adobe Post i el 2021, l'aplicació es va rellançar com a Adobe Express.
Adobe Express va ser dissenyat principalment per a escoles i organitzacions sense ànim de lucre. A partir del setembre de 2023, permetia als usuaris crear contingut de marca com ara fullets i logotips, publicar contingut a les xarxes socials i editar documents PDF amb l'ajuda de la tecnologia d'intel·ligència artificial (IA).

## Col·laboració
L'octubre de 2022, Adobe va anunciar una col·laboració amb Wix per ampliar les capacitats d'Adobe Express als usuaris de Wix. Adobe també s'ha associat amb diverses organitzacions i empreses, com Etsy, Meta i Mastercard.
El maig de 2022, el cantant nord-americà GAYLE va llançar una campanya en col·laboració amb Adobe GAYLExAdobe que convidava els fans a utilitzar i compartir plantilles visuals creades amb Adobe Express.
El maig de 2023, Google va col·laborar amb Adobe per permetre als usuaris de Bard generar imatges mitjançant Adobe Firefly i després modificar-les mitjançant Express.